# Рейкс, Роберт

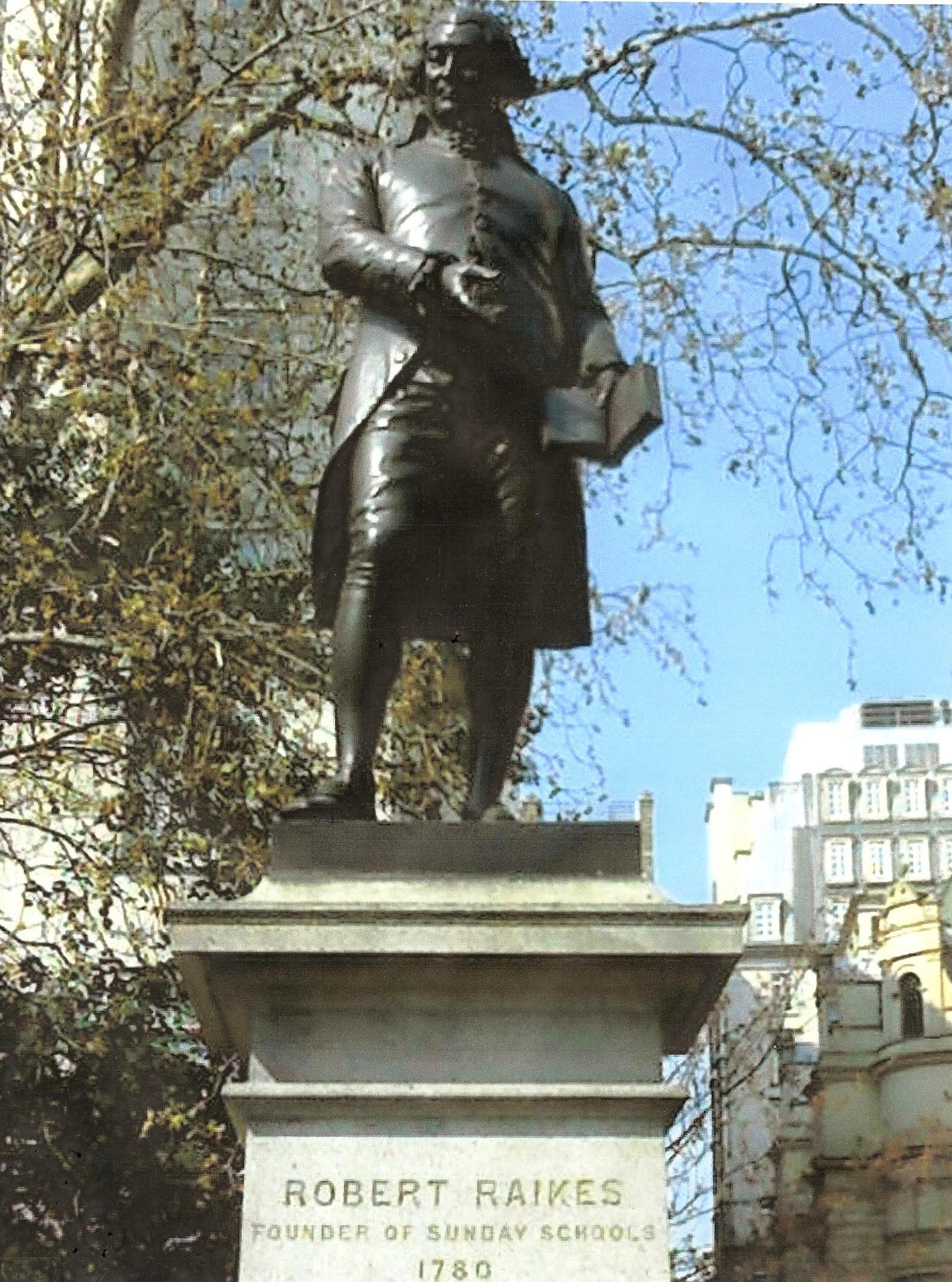
Памятник Роберту Рейксу

Роберт Рейкс (англ. Robert Raikes; 1736, Глостершир — 1811, Глостершир) — британский издатель, владелец газет и филантроп, в 1780 году открывший первую воскресную школу в Глостере, где учили грамоте и катехизису, главным образом детей из бедных семей, работавших в будни на фабриках, чтобы они могли читать Библию.Роберт Рейкс, начал свою работу среди детей. Он был Христианином, и его заботила преступность и необразованность общества. Ему было небезразлично, как люди (взрослые и дети) проводят воскресный день - день поклонения Богу. Рейкс открыл экспериментальную школу для детей из бедных семей, которые шесть дней в неделю работали на фабриках, а воскресенье для них было днем свободы и, часто, – правонарушений. Роберт Рейкс увидел, что детям нравится учиться, их жизнь изменилась, улучшилась дисциплина. Отчет о работе школы, помещенный Рейксом в своем журнале, обратил на себя большое внимание общества и прессы. Все газеты в Англии перепечатали этот отчет. Благотворные последствия этой работы привлекли много горячих приверженцев. Тут и там начинали следовать новой методике воспитания детей. Из многих государств специально приезжали делегаты для ознакомления с организацией новой школы. Последствия работы Рейкса были огромными.
Это положило начало общенациональному движению за воскресные школы, которые к 1831 году посещало более 1,25 млн детей.

## Воскресные школы
Роберт унаследовал издательский бизнес от своего отца и стал владельцем «Gloucester Journal» в 1757 году. Затем он перенес бизнес в дом Роберта Райкса в 1758 году. Движение началось со школы для мальчиков в трущобах. Райкес заинтересовался тюремной реформой, особенно условиями в Глостерской тюрьме, и увидел, что порок лучше предотвратить, чем лечить. Он считал учебу лучшим вмешательством. Лучшим доступным временем было воскресенье, так как остальные шесть дней мальчики часто работали на фабриках. Лучшими учителями были миряне Учебником была Библия, и первоначально задуманная учебная программа начиналась с обучения чтению, а затем перешла к катехизису.
Райкс использовал газету для рекламы школ и первые годы нес большую часть затрат. Движение началось в июле 1780 года в доме миссис Мередит. Приходили только мальчики, и она слушала уроки старших мальчиков, которые тренировали младших. Позже пришли и девушки. В течение двух лет в Глостере и его окрестностях открылось несколько школ. 3 ноября 1783 года Райкс опубликовал отчет о воскресных школах в своей газете, а позже слухи о работе распространились через Gentleman’s Magazine.
Первоначальное расписание школ, написанное Райкесом, было следующим: «Дети должны были приходить после десяти утра и оставаться до двенадцати; затем они должны были идти домой и возвращаться в час; и после прочтения урока они должны были после церкви повторять катехизис до пяти, а идти домой без шума».
В первые годы были споры о продвижении. Школу насмешливо называли «Рваной школой Райкса». Критика заключалась в том, что это «ослабит домашнее религиозное образование», что это «может быть осквернением субботы» и что «христиане не должны работать в субботу». Некоторые ведущие священнослужители, в том числе епископ Сэмюэл Хорсли, выступали против них на том основании, что они могут стать подчиненные целям политической пропаганды.
«Субботние споры» в 1790-х годах вынудили многие воскресные школы прекратить обучение письму. Несмотря на все это, Адам Смит очень высоко оценил продвижении образования: «Ни один план не обещал изменить нравы с такой же легкостью и простотой со времен Апостолов». Несмотря на разногласия, воскресные школы росли феноменальными темпами. К 1788 году в местных воскресных школах было около 300 000 детей.
К 1831 году в воскресных школах Великобритании еженедельно обучалось уже около 1 250 000 детей, что составляло примерно 25 процентов населения. К 1910 году в воскресных школах Великобритании насчитывалось более 5 500 000 человек. Поскольку эти школы предшествовали первому государственному финансированию школ для широкой публики, они рассматриваются как предшественники нынешней английской школьной системы.